# Smolno Małe (jezioro)
Smolno Małe – jezioro w woj. zachodniopomorskim, w pow. wałeckim, w gminie Wałcz, leżące na terenie Pojezierza Wałeckiego. Jezioro położone jest ok. 2 km na wschód od wsi Nakielno.
Według urzędowego spisu opracowanego przez Komisję Nazw Miejscowości i Obiektów Fizjograficznych (KNMiOF) nazwa tego jeziora to Smolno Małe. W różnych publikacjach i na niektórych mapach topograficznych jezioro to występuje pod nazwą Smolno.
Powierzchnia zwierciadła wody według różnych źródeł wynosi od 10,0 ha przez 10,55 ha do 11,1 ha.
Zwierciadło wody położone jest na wysokości 111,9 m n.p.m. lub 112,2 m n.p.m.. Średnia głębokość jeziora wynosi 2,9 m, natomiast głębokość maksymalna 6,2 m.
Jest to jezioro polodowcowe, rynnowe, o typowym dla tych jezior wydłużonym kształcie.
Przez jezioro przebiega szlak Wałeckiej pętli kajakowej – od wschodu jezioro połączone jest ciekiem z jeziorem Smolno Wielkie, a od północnego zachodu z Jeziorem Sumitym.